# 托科-达卡绍里亚
托科-达卡绍里亚（義大利語：Tocco da Casauria），是意大利佩斯卡拉省的一个市镇。总面积29.9平方公里，人口2793人，人口密度93.4人/平方公里（2009年）。ISTAT代码为068042。